# Gare régionale de l'aéroport de Francfort-sur-le-Main
Pour les articles homonymes, voir Gare de Francfort.
Ne doit pas être confondu avec Gare de l'aéroport de Francfort-sur-le-Main.
La gare régionale de l'aéroport de Francfort (en allemand : Frankfurt (Main) Flughafen Regionalbahnhof) est la deuxième gare ferroviaire de l'aéroport de Francfort en Allemagne. La gare est souterraine et se trouve sous le terminal 1 de l'aéroport de Francfort. 
Elle est dédiée aux S-Bahn (équivalent au RER) et aux trains régionaux. Le centre ville de Francfort est accessible en 11 minutes, avec aux heures creuses 5 trains par heure.

## Situation ferroviaire
La gare régionale de l'aéroport de Francfort est située sur les lignes S8 et S9 du réseau ferré régional S-Bahn Rhin-Main.

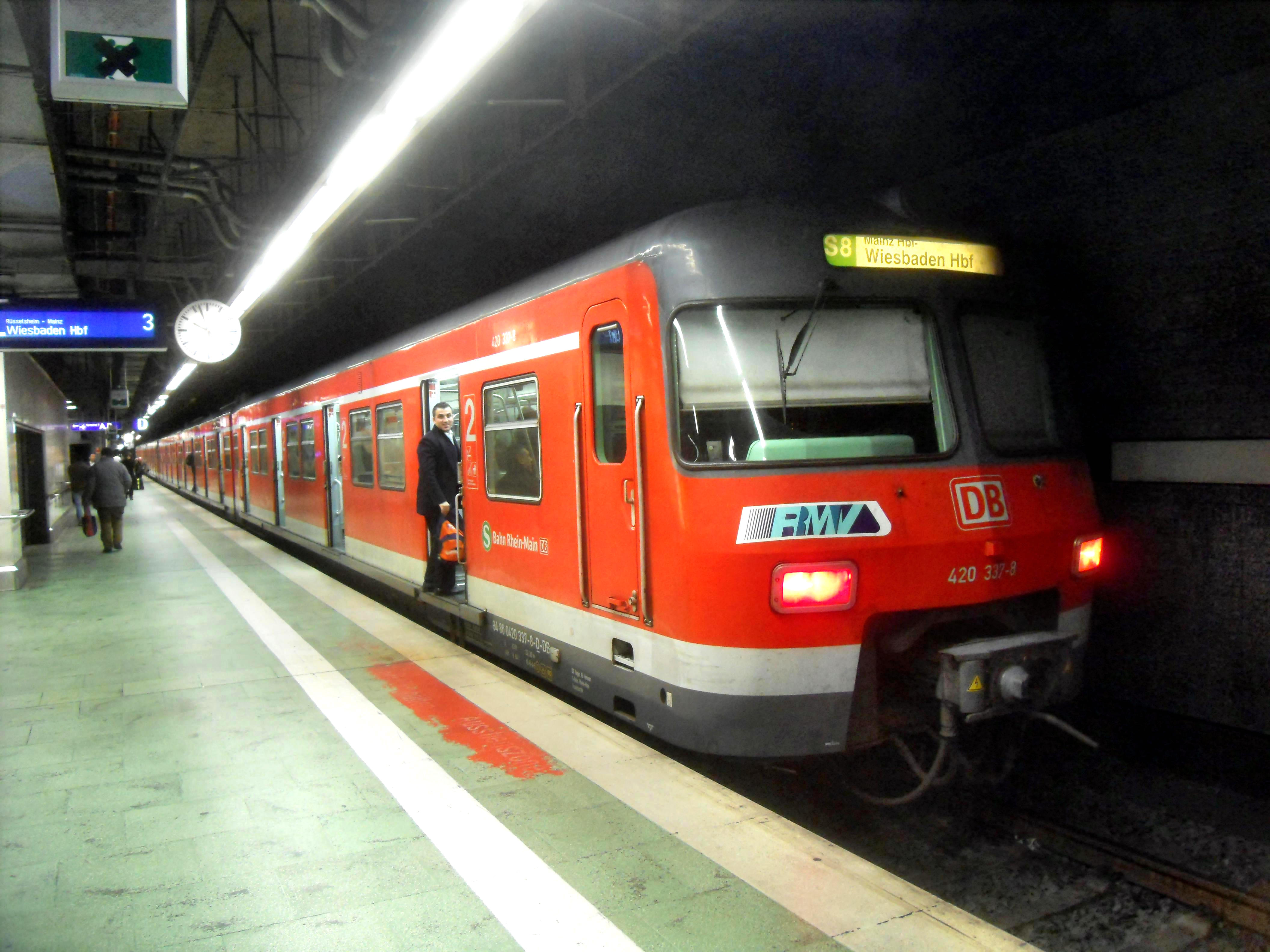
L'intérieur de la gare avec un train de la série DB 420 de la S8 S-Bahn Rhein-Main

## Service voyageurs

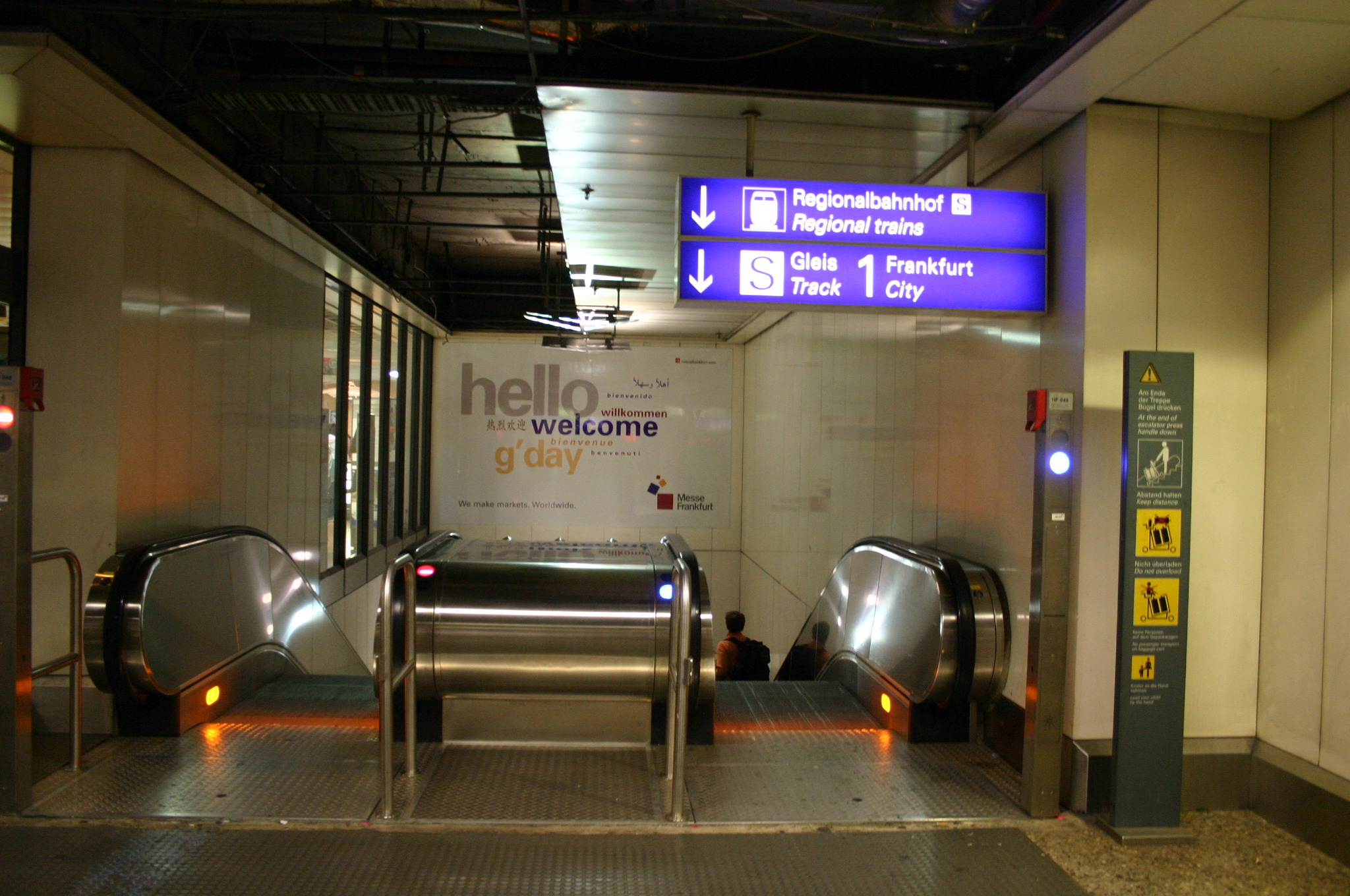
Escaliers du quai de gare

### Accueil
La gare est une gare souterraine située sous le terminal 1 de l'aéroport. La gare régionale comporte les voies 1 à 3 (Regio 1 à Regio 3) tandis que la gare nationale comporte les voies 4 à 7.

### Desserte
Les trains du trafic grandes lignes (ICE, EN) desservent la gare de l'aéroport de Francfort-sur-le-Main, excepté durant le service de nuit où certains trains nationaux desservent la gare régionale. 